# مايك ماكوري (حكم كرة قدم)
مايك ماكوري (بالإنجليزية: Mike McCurry)‏ هو حكم كرة قدم بريطاني، ولد في 4 يونيو 1964.